# 917 Lyka
917 Lyka è un asteroide della fascia principale del diametro medio di circa 28,1 km. Scoperto nel 1915, presenta un'orbita caratterizzata da un semiasse maggiore pari a 2,3816650 au e da un'eccentricità di 0,2003312, inclinata di 5,12530° rispetto all'eclittica.
Il suo nome è in onore di un'amica della sorella dello scopritore. Inizialmente, come altri asteroidi scoperti all'osservatorio di Simeiz durante la prima guerra mondiale, non poté essere comunicato subito all'Istituto Rechen dell'Università di Heidelberg e fu quindi identificato per alcuni anni con una sigla contenente Σ, la lettera sigma dell'alfabeto greco.